# В машине
«В машине» (англ. In the Car) — картина в стиле поп-арт, созданная американским художником Роем Лихтенштейном в 1963 году. Меньшая, более ранняя из двух версий этой картины, некоторое время держала рекорд по самой высокой аукционной цене для картины Лихтенштейна. Большая версия хранится в коллекции Шотландской национальной галереи современного искусства в Эдинбурге с 1980 года.

## История
Первоисточником для картины «В машине» послужил рисунок из номера 78 комикса «Girls' Romances», опубликованного в сентябре 1961 года издательством «Signal Publishing Corp.». «В машине» демонстрировалась на второй персональной выставке Лихтенштейна в Галерее Лео Кастелли, проходившей с 28 сентября по 24 октября 1963 года, вместе с другими его работами, такими как «Тонущая девушка», «Торпеда…Огонь!», «Бейсбольный тренер» и «Бу-ух!». Маркетинговые материалы для выставки включали изображение литографии художника «Крэк!».
Меньшая из двух версий, которая была ещё и оригинальной, из наследия Роя Лихтенштейна была выставлена его сыном Митчеллом Лихтенштейном на продажу в 2005 году. 8 ноября 2005 года она была приобретена на аукционе Кристис в Нью-Йорке за $16,2 млн, превзойдя рекорд трёхлетней давности для работ Лихтенштейна, когда его картина «Счастливые слёзы» ушла с молотка за $7,1 млн (13 ноября 2002 года). В ноябре 2010 года рекорд «В машине» был побит продажей «Ох...Ладно...» за $42,6 млн также на аукционе Кристис (ушедшая с молотка за $38 млн без учёта сборов).

## Детали
Как и в значительной части его ранних работ на основе комиксов, темой картины «В машине» стали отношения между «парнем и девушкой». Картина описывается как напряжённое мелодраматическое графическое однокадровое изображение романтического диалога между мужчиной и женщиной. Лихтенштейн использовал в ней горизонтальные параллельные линии, чтобы передать ощущение движения. В обзоре журнала «Art Magazine» за ноябрь 1963 года утверждалось, что «В машине» была одной из самых «масштабных и сильных картин» выставки 1963 года в Галерее Лео Кастелли.
«В машине» была в числе несколько картин «вымышленной драмы», созданных Лихтенштейном в начале 1960-х годов, где изображались женщины в любовных отношениях с властными мужчинами, вынуждающими их быть несчастными. К ним кроме неё относятся «Тонущая девушка», «Безнадёжно» и другие. Эта серия послужила прелюдией к картинам 1964 года о наивных «девушках по соседству» в различных тонких эмоциональных состояниях, таким как «О, Джефф... Я тоже тебя люблю... Но...». В работе «В машине» создаётся атмосфера настроение покорности, выраженное очевидным продолжительным молчанием женщины, смотрящей каменным взглядом через лобовое стекло автомобиля. В картине, в отличие от первоисточника, отсутствует текстовый баллон, выражающий мысль девушки: «Я поклялась себе, что не пропущу назначенного мне свидания, что не поеду с ним кататься на машине, но не успела опомниться.…» (англ. I vowed to myself I would not miss my appointment – That I would not go riding with him – Yet before I knew it…).